# 糯扎渡镇
糯扎渡镇，原称雅口乡，是中华人民共和国云南省普洱市澜沧拉祜族自治县下辖的一个乡镇级行政单位。

## 行政区划
糯扎渡镇下辖以下地区：
窑房坝村、雅口村、南现村、荒坝河村、勐矿村、响水河村、扁担山村、竜山村、落水洞村和谦迈村。